# 洪藝智
洪藝智（：／，2002年1月31日—），韓國女演員，2022年以電影《2037》出道。

## 經歷
2018年參加Mnet選秀節目《PRODUCE 48》，在第一次綜合評價中被淘汰；同年成為STARDIUM練習生，準備以女团成員出道。2021年加入BIGWHALE娛樂，2022年主演電影《2037》以演員身份正式出道。

## 影視作品

### 電影
- 2022年：《2037》饰演 允英
- 2024年：《普通家庭》饰演 惠允
- 待定：《教学实习》饰演 智秀[3]

### 電視劇
- 2024年：KBS2《幻像戀歌》飾演 延月
- 2024年：MBN《世子消失了》飾演 崔明允

## 外部連結
- BIGWHALE娛樂官方網站
- 洪藝智的Instagram帳戶
- 洪藝智在NAVER上的资料
- 洪藝智在韩国电影数据库（KMDb）上的資料（韓語）
- 洪藝智在互联网电影资料库（IMDb）上的資料（英文）